# 貂蝉冠
貂蝉冠在秦汉时又称貂蝉、惠文冠，是男性官员的冠服:17。被认为是小說《三國演義》人物貂蝉名字的来源:127。
东汉初期《汉官解诂》，指貂蝉冠来自赵武灵王胡服騎射时所仿效的胡冠。作为军队高级将领的冠服，属于武冠。秦国对貂蝉冠进行改造，成为皇帝近臣侍中的专用冠服，亦变成文士所属的冠服:17。